# 双河堰
30°08′32.4″N 121°22′29.9″E / 30.142333°N 121.374972°E
双河堰是浙江省慈溪市境内的一处古代堰坝遗址，位于原慈溪县和余姚县的交界处，2011年1月7日被纳入第六批浙江省文物保护单位。
双河堰始建于宋乾道九年，后经过多代修缮，目前改为车坝和船闸。双河堰为慈溪22处堰坝中时代最早、保存完好的一处古代堰坝。